# Norralaån
Norralaån, å i Hälsingland. Ån är längs vissa sträckor mer känd som Trönöån eller Lötån. Norralaån är en skogså som har sitt avrinningsområde i de nordöstligaste delarna av Bollnäs kommun samt i Söderhamns kommun. 
Ån rinner huvudsakligen åt ostsydost och mynnar i Bottenhavet strax norr om Söderhamn, i samma mynningsvik som parallellvattendraget Söderalaån (vid mynningen Söderhamnsån). Avrinningsområdets storlek är 319 km².
Största biflödena är Norrån (från vänster) och Flyån (från höger).